# Biohazard: The Episodes
Lançado em julho de 2007, Biohazard: The Episódios é um título da série de survival horror Resident Evil lançado para telemóveis e jogado pelo serviço i-mode, sendo exclusivo em solo japonês é a sequela de Resident Evil: The Missions e Biohazard The Stories[carece de fontes?] tendo sido inspirado em Resident Evil 3: Nemesis. Porem, diferente de seus antecessores, apresenta novos elementos como o episódio mode, onde o objetivo é avançar na história na pele da personagem Jill Valentine e fugir de Raccoon City depois do local se transformar na "cidade zumbi", e também o mission mode, uma série de curtos desafios que podem ser preenchidos em questão de minutos. E assim oferecendo um nova experiência aos fãs da série.